# Adippe histrio
Adippe histrio är en insektsart som beskrevs av Walker. Adippe histrio ingår i släktet Adippe och familjen hornstritar. Inga underarter finns listade i Catalogue of Life.